# 谷一夫
谷 一夫（たに かずお、1941年（昭和16年）10月4日 - 2024年（令和6年）12月15日）は、日本の政治家、医師。元愛知県一宮市長（4期）。

## 来歴
愛知県一宮市生まれ。一宮市立宮西小学校、一宮市立北部中学校、愛知県立一宮高等学校、名古屋大学医学部卒業。大学卒業後、名鉄病院でのインターンを経て、中部労災病院、名古屋大学医学部付属病院分院臨港病院の外科に勤務する。1974年、谷医院を開院し開業医に転じる。1998年4月1日、一宮市医師会会長に就任。
1998年12月15日、一宮市長の神田真秋が愛知県知事選挙に出馬するために辞職。同日から、一宮市議会の江崎鉄磨系の一真会と海部俊樹系の創誠会は後継候補者を調整。12月24日、一真会、創誠会、公明党、民主党などの市議各派の代表計6人は谷に市長選への出馬を要請し、谷は承諾した。
1999年1月24日に行われた一宮市長選挙に民主党・公明党・自由党の推薦を受けて立候補。前市議の矢田政弘、日本共産党推薦の労組幹部ら3候補を破り、初当選を果たした。
以後4期連続当選。在職中、全国市長会評議員や東海市長会理事、社団法人日本下水道協会副会長等の役職を務めた。 
2014年6月25日の記者会見で次期市長選挙に出馬しないことを発表。2015年1月19日付で辞職した。同年2月1日に行われた市長選は、谷が後継推薦する元総務省職員の中野正康が、江崎鉄磨を後ろ盾とする元市議の神戸健太郎など4人の候補者を破り、初当選した。
2024年12月15日、敗血症性ショックのため死去。83歳没。